# Гакоблок

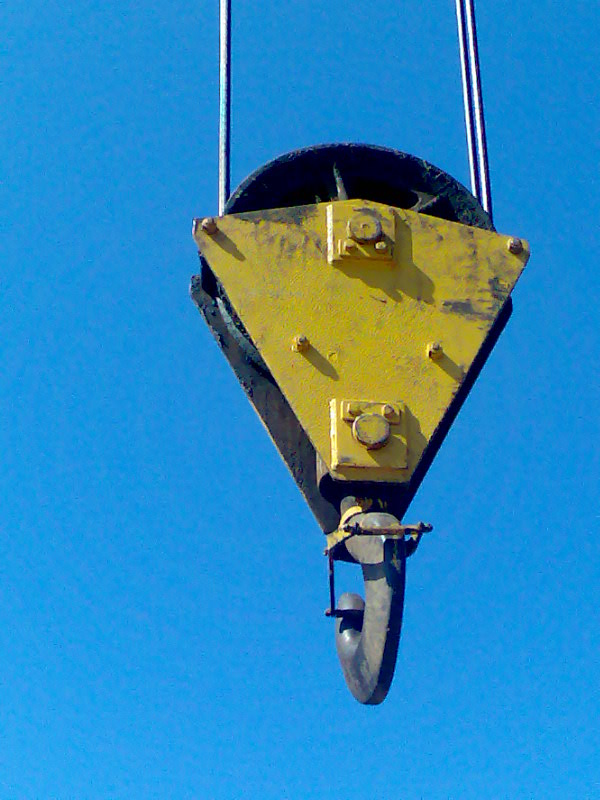
Гакоблок — зовнішній вигляд.

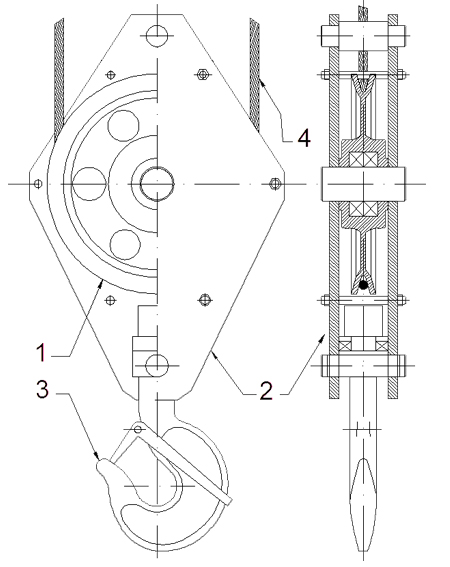
Елементи конструкції гакоблока.

Гакоблок — конструктивне поєднання в одному корпусі гака з талевим блоком.
У корпусі гака розміщують вальницю, пружину, амортизатор та інші пристрої. Вальниці служить для полегшення повороту гака при захопленні свічок або їх згвинчування під час спуско-піднімальних операціях (СПО). Пружина потрібна для автоматичного вилучення ніпеля з муфти замка свічки при її відгвинчуванні. Хід гака дещо більше довжини різьби замка — від 127 до 254 мм, а зусилля пружини більше ваги свічки.
В процесі буріння гак:
- утримує підвішений на штропах вертлюг з обертовою бурильною колоною, що переміщується вертикально;
- сприймає крутний момент, що виникає на опорі вертлюга при обертанні бурильної колони ротором ;
- забезпечує автоматичне замикання центрального рога після введення в нього штропа вертлюга.